# Parker Peak, Västantarktis (nord)
Parker Peak är en bergstopp i Antarktis. Den ligger i Västantarktis. Argentina, Chile och Storbritannien gör anspråk på området. Toppen på Parker Peak är 517 meter över havet, eller 123 meter över den omgivande terrängen. Bredden vid basen är 3,4 km. Parker Peak ingår i Princess Royal Range.
Terrängen runt Parker Peak är varierad. Trakten är glest befolkad. Närmaste befolkade plats är Rothera Research Station, 12,8 kilometer sydost om Parker Peak. 